# Charles Camilleri
Pour les articles homonymes, voir Camilleri.
Charles Camilleri, né le 7 septembre 1931 à Ħamrun et mort le 3 janvier 2009 , est un compositeur maltais. Il était considéré comme le compositeur national du pays. Il a été inhumé à Naxxar.

## Biographie
Camilleri est né à Ħamrun et, adolescent, composa un certain nombre d'œuvres inspirées de la musique folk et des légendes de son pays d'origine, Malte. Il est passé de ses premières influences de la musique folklorique maltaise à une forme musicale "dans laquelle rien n'est figé et où ses compositions évoluent d'elles-mêmes avec un sens de fluidité et d'inévitabilité". Il a composé plus de 100 œuvres pour orchestre, ensemble de chambre, voix et instruments solos. Le travail de Camilleri a été exécuté à travers le monde et ses recherches sur la musique folklorique et l'improvisation, les influences des sons d'Afrique et d'Asie, ainsi que l'étude académique de la musique européenne, l'ont aidé à créer un style "universel".
Camilleri est reconnu à Malte comme l'un des principaux compositeurs de sa génération [selon qui?] Parmi ses œuvres: Malta Suite, Danses maltaises, Une ouverture maltaise - Din l-Art Helwa, opéras en maltais, ballet basé sur les Chevaliers de Malte et l'oratorio Pawlu ta 'Malta. Sa pièce pour piano Cantilena fait actuellement partie du programme de piano Trinity Guildhall de 5e année. La Missa Mundi pour orgue solo a été décrite par son premier éditeur comme "le sacre du printemps de l'orgue".
Il est décédé le 3 janvier 2009 à l'âge de 77 ans. Ses funérailles ont lieu deux jours plus tard à Naxxar, sa ville de résidence de longue date. Des drapeaux à travers Malte ont été volés en berne pour lui rendre hommage.
En 2014, la Banque centrale de Malte a émis une pièce d'argent de 10 € et d'or de 50 € en l'honneur de Camilleri - et dans le cadre de la série de pièces de collection Star d'EUROPA, qui met en valeur chaque année la culture et les événements européens.

## Œuvres
- Piano Concerto No. 1 "Mediterranean" (1948, revised 1978)
- Piano Concerto No. 2 "Maqam" (1967/8)
- Four African Sketches (1980?, for guitar, dedicated to J.H. [Kwabena] Nketia), Folk Prelude; Shadow of the Moons; Circle Dance, African Rhondo

Piano Concerto No. 3
- "Leningrad" (1986)
- Malta Suite (1946)
- Cello Concerto (1992)
- Flute Concerto (1993)
- Clarinet Concerto (1981)
- Organ Concerto (1983)
- Piano Trio (1972)
- Missa Mundi, for organ (in five movements: 1. The Offering; 2. Fire over the Earth; 3. Fire in the Earth; 4. Communion; 5. Prayer) (1972)
- Morphogenesis, for organ (in five movements: 1. Le Cœur de la Matière; 2. L'énergie humaine; 3. L'atomisme de l'esprit; 4. Activation de l'énergie humaine; 5. Le monde de la Matière) (1978)
- Wine of Peace, for organ (1976)
- Cosmic Visions, for strings (1976)
- Noospheres, for piano (1977)
- L'amour de Dieu, for organ (1978)
- Maltese Cross, opera (performed in Paris in 2003 conducted by Christophe Vella)
- Shomyo, for oboe (2001)
- Shomyo, for clarinet (2001)
- Shomyo, for flute (2001)
- Sonata Breve, for oboe and piano (2002)
- Paganiana, for piano 4-hands[2] (Note: This is a set of variations on the 24th Caprice of Paganini, but its title is Paganiana rather than the expected Paganiniana)

## Source
- (en) Cet article est partiellement ou en totalité issu de l’article de Wikipédia en anglais intitulé « Charles Camilleri » (voir la liste des auteurs).